# Ferdinand Troyer
Pour les articles homonymes, voir Troyer.
Le comte Ferdinand Troyer, né le 1er février 1780 à Brünn (Brno) et mort le 23 juillet 1851, était un noble autrichien, philanthrope, et clarinettiste amateur.

## Biographie
Ferdinand Troyer devient l'intendant en chef de l'archiduc Rodolphe d'Autriche-Toscane.
Il a été élève du clarinettiste Joseph Friedlowsky (professeur au Conservatoire de 1821 à 1847). Il a été noté que le 2 mars 1817, Troyer a joué l'obbligato de l'air Parto, parto, ma tu ben mio de l'opéra La clemenza di Tito (KV 621, 1791) de Wolfgang Amadeus Mozart pour la Société philharmonique de Vienne au Grand Palais dans la grande salle Ridotto. Sa sonorité a été décrite comme étant "sensible", avec une "manipulation extrêmement tendre" de la clarinette.
En raison de la popularité du Septuor en mi bémol majeur de Ludwig van Beethoven, Troyer commanda à Franz Schubert, au début de l'année 1824, une pièce complémentaire. Schubert accepta la commande mais enrichit l'instrumentation à sept voix du septuor de Beethoven d'un violon supplémentaire pour créer un octuor. L'octuor en fa majeur fut achevé le 1er mars 1824 et joué pour la première fois dans la maison de ville de Troyer à Vienne, où Troyer lui-même jouait la partie de clarinette. Il mourut à Vienne.
L'archiduc Rodolphe d'Autriche (1788-1831) a composé entre autres un Trio pour clarinette, violoncelle et piano (1813-1814) dont le dernier mouvement, un rondo, n'a jamais été terminé . Cependant, les trois mouvements achevés, Allegro moderato, Scherzo et Larghetto avec variations, constituent une œuvre satisfaisante et précieuse. Le style est dans celui des débuts de Beethoven et rappelle des inflexions de Mozart, peut-être transmises par Anton Eberl. La clarinette bénéficie d'un traitement particulier puisqu'il s'agit d'une commande de son intendant et clarinettiste, Ferdinand Troyer.